# Samboriden

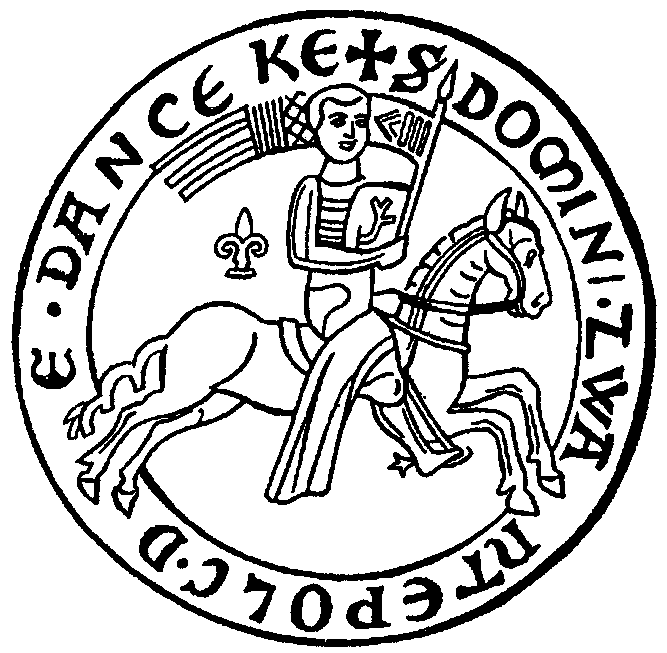
Reitersiegel von Herzog Swantopolk dem Großen aus dem Geschlecht der Samboriden

Die Samboriden (auch Sobiesławiden) waren im 12. und 13. Jahrhundert ein Herrschergeschlecht, das die pommerellischen Herzöge stellte.

## Die Samboriden
Für die ersten pommerellischen Fürsten ist die Quellenlage sehr dürftig. Ihre Namen sind fast nur aus Schenkungsurkunden bekannt, die sie angeblich ausgestellt haben. Viele der auf uns gekommenen Dokumente sind aus unterschiedlichen Gründen gefälscht, sowohl was den Inhalt, als auch was das Ausstellungsdatum angeht. Und fast nichts ist über das Wirken nach außen bekannt. So herrscht viel Spekulation, die zu unterschiedlichen Auslegungen geführt hat und noch führt. In diesen Zusammenhängen übersetzen einige Forscher das lateinische Wort „Princeps“ als „Statthalter“, andere übersetzen es als „Fürst“. Auch die Herkunft des pommerellischen Herrschergeschlechts wird diskutiert. Während die Herrscher aller polnischen Teilfürstentümer zur Großfamilie der Piasten gehörten, waren die Samboriden im Mannesstamm unstreitig keine Piasten. Einige Forscher nehmen an, dass der polnische König Bolesław III. Schiefmund, als er 1116 Pommern unterworfen hatte, eine Familie aus dem polnischen Hinterland als Statthalter in Pommerellen eingesetzt hat. Dabei wird darauf verwiesen, dass bei einer Familie aus dem Gebiet von Sieradz dieselben Namen vorkommen, wie bei den Samboriden: Świętopełk, Warcisław, Mściwój. Deren Nachkommen hätten sich dann zeitweise der piastisch-polnischen Oberherrschaft entzogen. Andere meinen, dass es sich um ein einheimisches Adelsgeschlecht gehandelt hat. Sie stützen sich darauf, dass Sambor I. und Mestwin I. in ihren Urkunden unumschränkt über ihre „von ihren Vätern und Vorvätern ererbten Besitzungen“ verfügen, ohne eine Abhängigkeit von den piastischen Herzögen erkennen zu lassen.
1210 erlitt das Herzogtum der Samboriden eine Invasion durch Dänemark. 1227 schüttelte das Herzogtum unter Herzog Swantopolk II. die polnische Lehnshoheit ab und erlangte die volle Selbständigkeit, die es bis zum Aussterben der Samboriden im Mannesstamm 1294 bewahrte.

## Stammliste
1. Sobiesław I., Herzog von Pommerellen (regierte 1155–1187);
  1. Sambor I., Herzog von Pommerellen (regierte 1187–1207);
    1. Sobiesław II. (ca. 1207–1217/1223), Sambors Sohn unter der Vormundschaft seines Onkels Mestwin I., starb bereits in jungen Jahren;
    2. Swantopolk I. (ca. 1207–1227), Sambors Sohn unter der Vormundschaft seines Onkels Mestwin I., starb bereits in jungen Jahren;

  2. Mestwin I., Bruder von Sambor I. und Herzog von Pommerellen (regierte 1207–1220);
    1. Swantopolk II., Herzog von Pommerellen (regierte 1220–1266);
      1. Mestwin II., Herzog von Pommerellen (regierte 1266–1294);
        1. Katharina (ca. 1250–1312), heiratete Herzog Pribislaw I. von Mecklenburg-Parchim durch Heirat Titularherzogin von Mecklenburg-Parchim und Herzogin von Pommern in Belgard;
        2. Eufemia (ca. 1260–1317), als Gattin von Graf Adolf V. († 1308) durch Heirat Gräfin von Holstein in Segeberg;

      2. Wartisław II., Herzog von Pommerellen in Danzig (regierte 1266–1271);
      3. Eufemia (ca. 1225–1270), als Gattin von Fürst Jaromar II. durch Heirat Fürstin von Rügen;
      4. Jan (ca. 1230–1248), starb in jungen Jahren;

    2. Wartisław I., Herzog von Pommerellen in Schwetz und Mewe (regierte 1220–1233);
    3. Sambor II., Herzog von Pommerellen in Liebschau und Dirschau (regierte 1220–1270);
      1. Sobiesław (ca. 1235–1254), überlebte seinen Vater nicht;
      2. Margarete Sambiria, heiratete Christoph I. von Dänemark durch Heirat Königin von Dänemark;
      3. Zwinisława (ca. 1240–1280), Gattin von Dobiesław Sądowic aus dem Adelsgeschlecht der Odrowąż;
      4. Gertruda (ca. 1250–1314), blieb unvermählt;
      5. Eufemia (ca. 1254–1296/1309), als Gattin von Herzog Bolesław II. durch Heirat Herzogin von Schlesien in Liegnitz;
      6. Salomea (Salome, ca. 1254/1257–1312/1314), als Gattin von Herzog Siemomysław durch Heirat Herzogin von Kujawien in Inowrocław;

    4. Ratibor, Herzog von Pommerellen in Belgard (regierte 1233–1262);
    5. Witosława (ca. 1205–1290), Priorin im Kloster Zuckau;
    6. Miroslawa (ca. 1190–1233/1240), heiratete Herzog Bogislaw II. von Pommern durch Heirat Herzogin von Pommern;
    7. Hedwig (Jadwiga, ca. 1200–1249), heiratete Herzog Władysław Odon von Großpolen durch Heirat Herzogin von Großpolen;

## Aussterben
Durch das Ableben von Herzog Mestwin II. im Jahre 1294 starb das pommerellische Herrscherhaus der Samboriden im Mannesstamm aus. Nachfolger in der Herrschaft in Pommerellen wurde zunächst Przemysław II., Herzog von Großpolen, der am 16. Juni 1295 vom Erzbischof von Gnesen zum König von Polen gekrönt, aber schon im Februar 1296 ermordet wurde. Anschließend kam es zu dem langen pommerellischen Erbfolgestreit, als dessen Ergebnis 1308 der Deutsche Orden den größten Teil des Herzogtums in Besitz nahm.